# Campionati mondiali di ginnastica ritmica 2001
I XXIV Campionati mondiali di ginnastica ritmica si sono svolti a Madrid, in Spagna, dal 18 al 21 ottobre 2001.

## Risultati
| Evento                          | Oro                               | Argento                           | Bronzo                           |
| Individuale (cerchio)           | Simona Pejčeva Bulgaria 26,175    | Hanna Bezsonova Ucraina 25,900    | Tamara Jerofejeva Ucraina 25,700 |
| Individuale (palla)             | Simona Pejčeva Bulgaria 26,625    | Hanna Bezsonova Ucraina 26,100    | Tamara Jerofejeva Ucraina 25,700 |
| Individuale (clavette)          | Simona Pejčeva Bulgaria 27,275    | Elena Tkačenko Bielorussia 25,725 | Tamara Jerofejeva Ucraina 25,600 |
| Individuale (fune)              | Tamara Jerofejeva Ucraina 26,025  | Simona Pejčeva Bulgaria 25,950    | Hanna Bezsonova Ucraina 25,700   |
| Individuale (concorso completo) | Tamara Jerofejeva Ucraina 106,225 | Simona Pejčeva Bulgaria 106,150   | Hanna Bezsonova Ucraina 103,575  |
| Concorso a squadre              | Ucraina 258,875                   | Bielorussia 254,500               | Bulgaria 253,975                 |

## Medagliere
| Pos. | Nazione     | Oro | Argento | Bronzo | Totale |
| 1    | Ucraina     | 3   | 2       | 5      | 10     |
| 2    | Bulgaria    | 3   | 2       | 1      | 6      |
| 3    | Bielorussia | 0   | 2       | 0      | 2      |